# Hallerndorf
Hallerndorf – miejscowość i gmina w Niemczech, w kraju związkowym Bawaria, w rejencji Górna Frankonia, w regionie Oberfranken-West, w powiecie Forchheim. Leży nad rzeką Aisch, ok. 7 km na północny zachód od centrum Forchheimu, ok. 16 km na południowy wschód od Bamberga i ok. 35 km na północny zachód od Norymbergi.

## Dzielnice
W skład gminy wchodzą następujące dzielnice: Trailsdorf, Willersdorf, Pautzfeld, Schnaid, Schlammersdorf, Haid i Stiebarlimbach.

## Polityka
Wójtem jest Heribert Weber. Rada gminy składa się z 17 członków:
|      | CSU | WG Trailsdorf | WG Willersdorf- Haid | FW Schnaid- Stiebarlimbach | WG Pautzfeld | Junge Bürger | WG Schlammersdorf | Razem     |
| 2002 | 5   | 4             | 3                    | 1                          | 1            | 2            | 1                 | 17 miejsc |